# 1199 Geldonia
1199 Geldonia је астероид главног астероидног појаса. Приближан пречник астероида је 31,25 ,
а средња удаљеност астероида од Сунца износи 3,024 астрономских јединица (АЈ).
Инклинација (нагиб) орбите у односу на раван еклиптике је 8,761 степени, а орбитални период износи 1921,206 дана (5,259 година). Ексцентрицитет орбите астероида износи 0,026.
Апсолутна магнитуда астероида износи 10,36 а геометријски албедо 0,129.
Астероид је откривен 14. септембра 1931. године.